# جانلوییجی کوینتسی
جانلوییجی کوینتسی (ایتالیایی: Gianluigi Quinzi؛ زادهٔ ۱ فوریهٔ ۱۹۹۶) یک تنیس‌باز اهل ایتالیا است.